# 川越至桜
川越 至桜（かわごえ しおう）は、日本の天文学者。東京大学生産技術研究所准教授、次世代育成オフィス(ONG)室員。

## 主な経歴
- 神奈川県横浜市出身
- 神奈川県立湘南高等学校卒業
- 東京理科大学理工学部物理学科卒業、学士（理学）
- 東京理科大学大学院理工学研究科物理学専攻修了、修士（理学）
- 総合研究大学院大学物理科学研究科天文科学専攻修了、 博士（理学）
- 東京大学大学院理学系研究科天文学専攻日本学術振興会特別研究員（PD）
- 自然科学研究機構国立天文台理論研究部研究支援員
- 東京大学生産技術研究所「知の社会浸透」ユニット特任研究員
- 東京大学生産技術研究所次世代育成オフィス特任助教
- 東京大学生産技術研究所講師
- 東京大学生産技術研究所准教授

## 主な所属学会
- 国際天文学連合
- 日本天文学会
- 日本物理学会
- 理論天文学宇宙物理学懇談会
- 日本科学教育学会など

## 主な受賞
- 科学研究費補助金（特別研究員奨励費）　2007年度〜2008年度
- 総合研究大学院大学天文科学専攻奨励研究費　2006年度
- 総合研究大学院大学天文科学専攻海外渡航支援費 2006年度
- 日本天文学振興財団国際研究集会参加助成　2005年度
- 総合研究大学院大学天文科学専攻海外渡航支援費 2005年度
- 文部科学大臣表彰　科学技術賞 2019年度